# سلاحف النينجا: ترتولز إن تايم ري-شايلد
سلاحف النينجا: ترتولز إن تايم ري-شايلد (بالإنجليزية: Teenage Mutant Ninja Turtles: Turtles in Time Re-Shelled)‏ ، هي لعبة فيديو إلكترونية من نوع بيتم أب أي «أضربه مبرحاً» طوره شركة يوبي سوفت سنغافورة سنة 2009م ونشرت على متجرين إلكترونيين لبلاي ستيشن نتورك وإكس بوكس لاسف آركيد.